# Celtis chekiangensis
Celtis chekiangensis là một loài thực vật có hoa trong họ Cannabaceae. Loài này được C.C.Cheng mô tả khoa học đầu tiên năm 1934.